# Louis de Broglie
Louis-Victor-Pierre-Raymond, 7.º duque de Broglie, geralmente conhecido por Louis de Broglie (Dieppe, 15 de agosto de 1892 — Louveciennes, 19 de março de 1987), foi um físico francês que contribuiu para a formulação da teoria da mecânica quântica.
Em 1924 de Broglie postulou em sua tese de doutorado que partículas também possuiriam um comprimento de onda, uma onda de matéria. O físico francês relacionou o comprimento de onda (λ) com a quantidade de movimento (p) da partícula, mediante a fórmula
{\displaystyle \lambda ={\frac {h}{p}}},
onde h é a constante de Planck. De Broglie também postulou que se elétrons fossem adequadamente submetidos ao experimento de dupla fenda, também apresentariam um padrão de interferência. Em 1927, o experimento de Davisson–Germer confirmou essa previsão de De Broglie, estabelecendo a dualidade onda-partícula da matéria. Em 1929, recebeu o Prêmio Nobel pela descoberta da natureza ondulatória do elétron.
Em 1925, de Broglie também publicou a teoria da Onda piloto, uma interpretação realista dos fenômenos quânticos nos quais o movimento do elétron e outras partículas quânticas são guiadas por uma onda de fase, a onda piloto. Em 1952, David Bohm aprofundou essa teoria formulando a interpretação de Bohm, ou de Broglie-Bohm. Em 2011, o cientista Aephraim Steinberg utilizou o experimento de fenda dupla para realizar simultaneamente uma medida fraca da posição e do momento de um fóton. Esse experimento parece comprovar as trajetórias de Bohm previstas pela interpretação de de Broglie-Bohm.

## Biografia
Louis de Broglie nasceu em uma família nobre em Dieppe, no Sena Marítimo, filho mais novo de Victor, 5º Duque de Broglie. Ele se tornou o 7º Duque de Broglie sobre a morte sem herdeiro, em 1960, de seu irmão mais velho, Maurice, 6º Duque de Broglie, também um físico. Ele não se casou. Quando morreu, em Louveciennes, foi sucedido como duque por um primo distante, Victor-François, 8º Duque de Broglie.
Louis de Broglie estudou inicialmente história, depois interessou-se por física e matemática, por influência de seu irmão, Maurice de Broglie, 6º duque de Broglie e proeminente físico experimental da época. Louis de Broglie iniciou seus trabalhos de pesquisa estudando os raios X, em colaboração com Maurice. Foi este trabalho que o levou mais tarde a escrever sua tese de doutoramento, "Recherches sur la théorie des quanta". Nesta, de Broglie introduz a sua teoria de ondas de elétrons, que inclui a teoria de dualidade onda-corpúsculo da matéria, baseada na teoria dos quanta proposta por Max Planck e Albert Einstein. Este trabalho abre uma nova área da física, a mecânica ondulatória, que constitui uma das principais bases da mecânica quântica. Em 1927, Clinton Davisson e Lester Germer demonstram experimentalmente a difração de elétrons através de cristais. A experiência de Davisson-Germer comprova a hipótese da natureza ondulatória de electrão e em consequência de Broglie recebe o Nobel de Física em 1929, pela teoria da dualidade onda-corpúsculo. Entre as aplicações mais importantes desta teoria destaca-se o desenvolvimento de microscópios electrónicos, que permitem uma resolução muito superior à dos microscópios ópticos.
Em 1944, Louis de Broglie foi eleito como membro da Academia Francesa e tornou-se secretário da Academia Francesa de Ciências. De Broglie também incentivou a criação de um laboratório multinacional, o que mais tarde estabeleceu-se como a Organização Europeia para Pesquisa Nuclear (CERN).
Participou da 5ª e 7ª Conferência de Solvay.

## Publicações

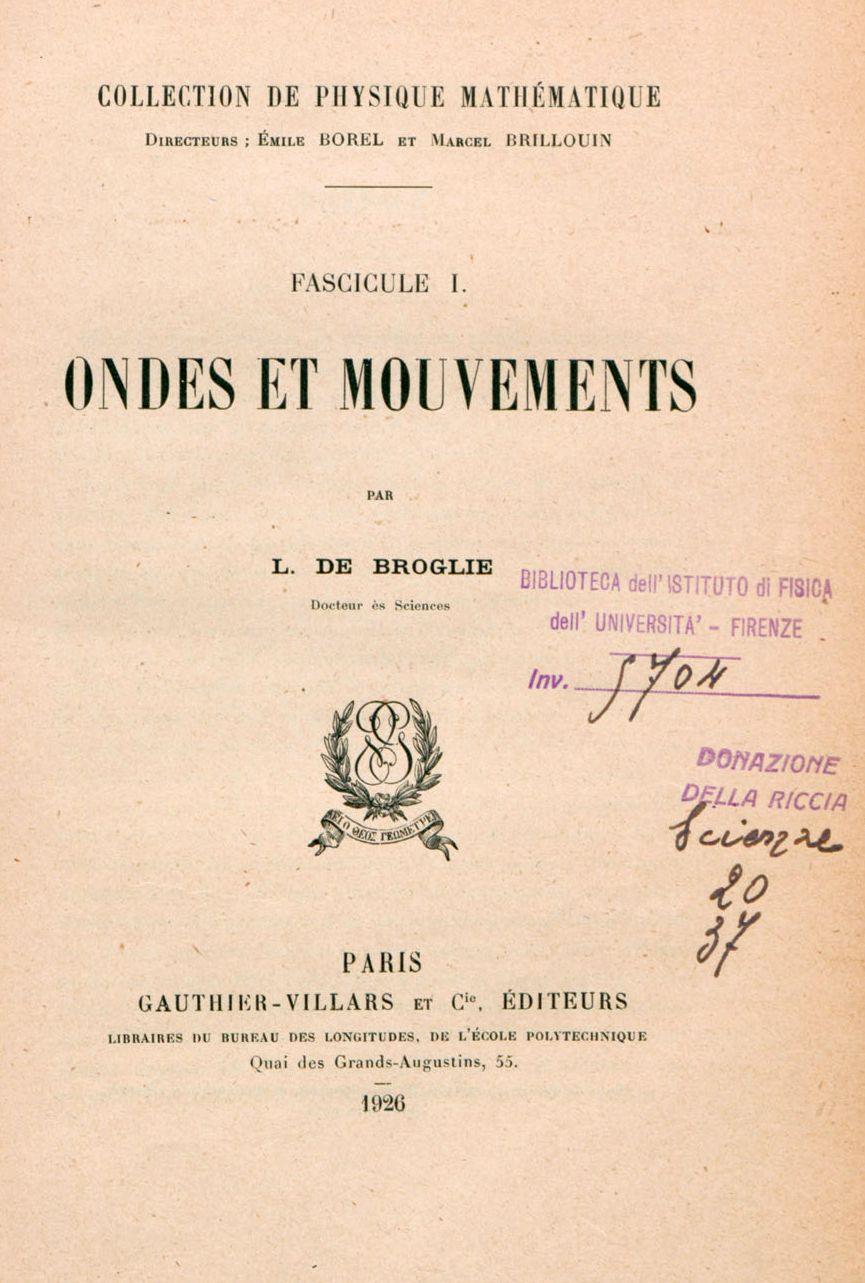
Ondes et mouvements, 1926

- Recherches sur la théorie des quanta (Researches on the quantum theory), Thesis, Paris, 1924, Ann. de Physique (10) 3, 22 (1925).
- Introduction à la physique des rayons X et gamma (Introduction to physics of X-rays and Gamma-rays), com Maurice de Broglie, Gauthier-Villars, 1928.
- Ondes et mouvements (em francês). Paris: Gauthier-Villars. 1926
- Rapport au 5ème Conseil de Physique Solvay (Report for the 5th Solvay Physics Congress), Brussels, 1927.
- Mecanique ondulatoire (em francês). Paris: Gauthier-Villars. 1928
- Recueil d'exposés sur les ondes et corpuscules (em francês). Paris: Librairie scientifique Hermann et C.ie. 1930
- Matière et lumière (Matter and Light), Paris: Albin Michel, 1937.
- La Physique nouvelle et les quanta (New Physics and Quanta), Flammarion, 1937.
- Continu et discontinu en physique moderne (Continuous and discontinuous in Modern Physics), Paris: Albin Michel, 1941.
- Ondes, corpuscules, mécanique ondulatoire (Waves, Corpuscles, Wave Mechanics), Paris: Albin Michel, 1945.
- Physique et microphysique (Physics and Microphysics), Albin Michel, 1947.
- Vie et œuvre de Paul Langevin (The life and works of Paul Langevin), Académie française, 1947.
- Optique électronique et corpusculaire (Electronic and Corpuscular Optics), Herman, 1950.
- Savants et découvertes (Scientists and discoveries), Paris, Albin Michel, 1951.
- Une tentative d'interprétation causale et non linéaire de la mécanique ondulatoire: la théorie de la double solution. Paris: Gauthier-Villars, 1956.
  - Tradução para o inglês: Non-linear Wave Mechanics: A Causal Interpretation. Amsterdã: Elsevier, 1960.
- Nouvelles perspectives en microphysique (New prospects in Microphysics), Albin Michel, 1956.
- Sur les sentiers de la science (On the Paths of Science), Paris: Albin Michel, 1960.
- Introduction à la nouvelle théorie des particules de M. Jean-Pierre Vigier et de ses collaborateurs, Paris: Gauthier-Villars, 1961. Paris: Albin Michel, 1960.
  - Tradução para o inglês: Introduction to the Vigier Theory of elementary particles, Amsterdã: Elsevier, 1963.
- Étude critique des bases de l'interprétation actuelle de la mécanique ondulatoire, Paris: Gauthier-Villars, 1963.
  - Tradução para o inglês: The Current Interpretation of Wave Mechanics: A Critical Study, Amsterdã, Elsevier, 1964.
- Certitudes et incertitudes de la science (Certitudes and Incertitudes of Science). Paris: Albin Michel, 1966.
- com Louis Armand, Pierre Henri Simon and others. Albert Einstein. Paris: Hachette, 1966.
  - Tradução para o inglês: Einstein. Peebles Press, 1979.[8]
- Recherches d'un demi-siècle (Research of a half-century), Albin Michel, 1976.
- Les incertitudes d'Heisenberg et l'interprétation probabiliste de la mécanique ondulatoire (Heisenberg uncertainty and wave mechanics probabilistic interpretation), Gauthier-Villars, 1982.

## Homenagens
- Número de Erdős 5
- 1929 Medalha Henri Poincaré
- 1929 Nobel de Física
- 1932 Prêmio Albert I de Mônaco
- 1938 Medalha Max Planck
- 1944 Membro, Académie française
- 1952 Prêmio Kalinga
- 1953 Membro da Royal Society